# Relief Pass
Der Relief Pass (englisch für Pass der Erleichterung) ist ein 1000 m hoher Gebirgspass in der antarktischen Ross Dependency. In den Cook Mountains des Transantarktischen Gebirges liegt er 1,5 km nördlich des Bastion Hill in den Brown Hills zwischen den Reeves Bluffs im Norden und dem Bowling-Green-Plateau im Süden.
Wissenschaftler einer von 1962 bis 1963 durchgeführten Kampagne Victoria University’s Antarctic Expeditions benannten ihn. Namensgebend waren die Gefühle, welche die Wissenschaftler hatten, nachdem sie den Pass nach einem beschwerlichen Aufstieg erreicht hatten.